# 3694 Sharon
3694 Sharon је астероид са пречником од приближно 45,31 .
Афел астероида је на удаљености од 4,745 астрономских јединица (АЈ) од Сунца, а перихел на 3,117 АЈ.
Ексцентрицитет орбите износи 0,206, инклинација (нагиб) орбите у односу на раван еклиптике 4,980 степени, а орбитални период износи 2847,460 дана (7,795 година).
Апсолутна магнитуда астероида је 10,30 а геометријски албедо 0,065.
Астероид је откривен 27. септембра 1984. године.